# Скоморох, Софья Павловна
Софья Павловна Скоморох (род. 18 августа 1999) — российская гимнастка.

## Карьера
Воспитанница омского Центра подготовки олимпийского резерва по художественной гимнастике.
В 2012 году по программе первого спортивного разряда Софья стала обладательницей Кубка Губернатора Омской области. Являясь одной из лучших гимнасток в своей возрастной группе, была вызвана на выступления в составе юниорской сборной России.
В 2013 году стала чемпионкой Европы среди юниоров в групповых упражнениях.
В 2014 году стала победительницей II Летних юношеских Олимпийских игр в групповых упражнениях.
В 2015 году стала победительницей Европейских игр, затем выиграла 2 «золота» и одно «серебро» на чемпионате мира. Вследствие травмы ноги, полученной в 2016 году, временно не участвует в соревнованиях.